# アベゴンド

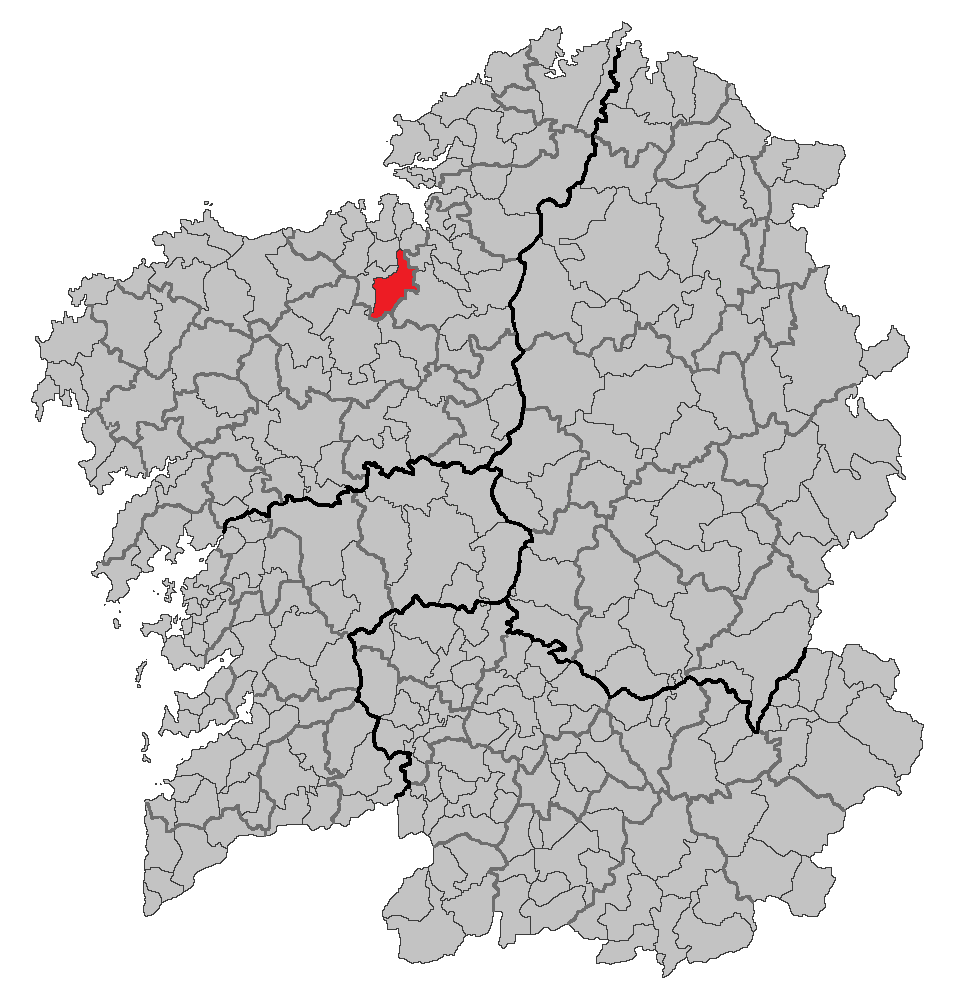

アベゴンド（Abegondo）はスペイン、ガリシア州、ア・コルーニャ県の自治体。コマルカ・ダ・コルーニャに属する。ガリシア統計局によると、2011年の人口は5,709人（2010年：5,765人、2009年：5,798人）。住民呼称は、男女同形のabegondense。
ガリシア語話者の自治体人口に占める割合は97.05％（2001年）。

## 地理
アベゴンドはア･コルーニャ県中北部に位置し、コマルカ・ダ・コルーニャに属する。北はカンブレ、ベルゴンド、ベタンソスと、東はオサ・ドス・リオス、セスーラスと、南はメシーア、オルデスと、西はカラルの各自治体と接している。自治体中心地区はアベゴンド教区のサン・マルコ地区。
アベゴンドはベタンソス司法管轄区に属す。

### 人口
住民は19の教区の254の地区（集落）に分散している。
| アベゴンドの人口推移 1900－2010                         |
|                                                         |
| 出典:INE（スペイン国立統計局）1900年 - 1991年、1996年 - |

## 政治
自治体首長はガリシア国民党（PPdeG）のホセ・アントーニオ・サンティーソ・ミラモンテス（José Antonio Santiso Miramontes）。自治体評議員は、ガリシア国民党：6、AxA（Alternativa por Abegondo）：3、APA（Agrupación Progresista de Abegondo、アベゴンド進歩連合）:4、ガリシア民族主義ブロック（BNG）:2、ガリシア社会党（PSdeG-PSOE）：1となっている（2011年5月22日の自治体選挙結果、得票順）。
| 1999年6月13日自治体選挙 |        |        |          |
| 政党                    | 得票数 | 得票率 | 獲得議席 |
| PPdeG                   | 2,871  | 79.51% | 11       |
| PSdeG-PSOE              | 395    | 10.94% | 1        |
| BNG                     | 256    | 7.09%  | 1        |
| EDEG-OV                 | 55     | 1.52%  | 0        |

| 2003年5月25日自治体選挙 |        |        |          |
| 政党                    | 得票数 | 得票率 | 獲得議席 |
| PPdeG                   | 2,680  | 70.64% | 10       |
| PSdeG-PSOE              | 545    | 14.36% | 2        |
| BNG                     | 509    | 13.42% | 1        |

| 2007年5月27日自治体選挙 |        |        |          |
| 政党                    | 得票数 | 得票率 | 獲得議席 |
| PPdeG                   | 1,401  | 41.51% | 6        |
| APA                     | 1,005  | 29.78% | 4        |
| BNG                     | 423    | 12.53% | 2        |
| PSdeG-PSOE              | 328    | 9.72%  | 1        |
| PG                      | 175    | 5.19%  | 0        |

| 2011年5月22日自治体選挙 |        |        |          |
| 政党                    | 得票数 | 得票率 | 獲得議席 |
| PPdeG                   | 1,874  | 50.99% | 7        |
| AxA                     | 734    | 19.97% | 3        |
| BNG                     | 485    | 13.20% | 2        |
| APA                     | 316    | 8.60%  | 1        |
| PSdeG-PSOE              | 161    | 4.38%  | 0        |

## 史跡・名所
アベゴンドには多くのパソ（pazo、館、お屋敷）が残されている。
- パソ・デ・プレート（Pazo de Preto）
- パソ・デ・サン・ペドロ・デ・クレンデス（Pazo de San Pedro de Crendes） - 18世紀建造のバロック様式の建物。
- パソ・デ・フィゲローア（Pazo de Figueroa） - 15世紀建造。フィゲローア侯爵の居館。
- パソ・デ・マセンダ（Pazo de Macenda）
- パソ・デ・オルト（Pazo de Orto） - ルネサンス様式の建物、17世紀建造。保存状態が良好。
- パソ・デ・パストリーサ（Pazo de Pastoriza）
- パソ・ドス・キローガ（Pazo dos Quiroga） - サンティアゴ騎士団員ディエゴ・デ・キローガ・エ・レイモンデス（Diego de Quiroga e Reimóndez）によって建造。
- パソ・デ・ビラコーバ（Pazo de Vilacova） - エチェベリーア家の居館のひとつ。
- パソ・デ・フォルゴーソ（Pazo de Folgoso）

## 教区
アベゴンドは19の教区に分けられている。太字は自治体中心地区のある教区。
- アベゴンド（サンタイア）
- カバーナス（サン・シアン）
- セルネーダ（サン・サルバドール）
- コス（サント・エステーボ）
- クレンデス（サン・ペドロ）
- クジェルゴンド（サンタ・マリーア）
- フィゲローア（サン・ミゲル）
- フォルゴーソ（サンタ・ドロテーア）
- レイロ（サンタイア）
- リミニョン（サン・サルバドール）
- マベゴンド（サン・ティルソ）
- メアンゴス（サンティアーゴ）
- モントウト（サンタ・クリスティーナ）
- オルト（サン・マルティーニョ）
- プレセード（サンタ・マリーア）
- サランドス（サンタ・マリーア）
- ビラコーバ（サン・トメ）
- ビオス（サン・サルバドール）
- ビソーニョ（サン・ペドロ）